# Cloreto de benzila
Cloreto de benzila, ou α-clorotolueno, é um composto orgânico com a fórmula C6H5CH2Cl. Este líquido incolor é um composto organoclorado reativo que é uma substância largamente usada como um "bloco de construção" em síntese orgânica.
O cloreto de benzila é um agente alquilante. A sua alta reatividade (comparada aos cloretos de alquila) é evidenciada pelo fato de que este composto é hidrolisado com relativa facilidade. Sua reação com a água produz álcool benzílico e ácido clorídrico. Como o cloreto de benzila é volátil, atinge facilmente as vias respiratórias exibindo propriedades lacrimejantes. É também altamente irritante para a pele.